# Bètids
Els bètids (Baetidae) són una família d'insectes d'efemeròpters amb al voltant de 900 espècies distribuïdes al món. Es troben entre les efímeres més petites, amb adults que rarament excedeixen els 10 mm de longitud excloent les dues esveltes i algunes vegades més petites cercs (cues). La majoria de les espècies tenen llargues ales davanteres ovals amb molt poques venes transversals (vegeu el sistema de Comstock-Needham), mentre que les ales posteriors són normalment molt petites o fins i tot estan absents.

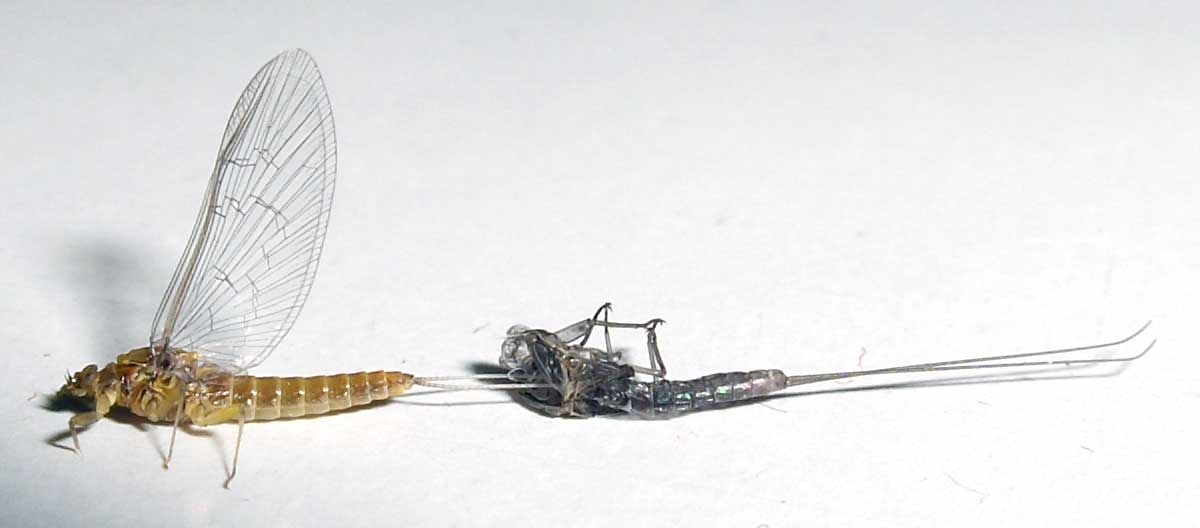
Una efímera sortint de la seva exúvia.

Els bètids es reprodueixen en una àmplia varietat de llocs, des d'aigües de llacs i rierols fins a séquies i fins i tot aljubs. Les nimfes són bones nedadores i s'alimenten principalment d'algues.4

## Taxonomia
La família Baetidae inclou el 115 gèneres:
- Acanthiops
- Acentrella
- Acerobiella
- Acerpenna
- Adebrotus
- Adnoptilum
- Afrobaetodes
- Afroptilum
- Alainites
- Americabaetis
- Anafroptilum
- Andesiops
- Apobaetis
- Asiobaetodes
- Aturbina
- Baetis
- Baetodes
- Barbaetis
- Barnumus
- Bernerius
- Bugilliesia
- Callibaetis
- Callibaetoides
- Camelobaetidius
- Centroptella
- Centroptiloides
- Centroptilum
- Chane
- Cheleocloeon
- Cleon
- Cloeodes
- Cloeon
- Corinna
- Corinnella
- Crassabwa
- Cryptonympha
- Dabulamanzia
- Deceptiviosa
- Delouardus
- Demoreptus
- Demoulinia
- Dicentroptilum
- Diphetor
- Echinobaetis
- Echinopus
- Edmulmeatus
- Edmundsiops
- Fallceon
- Glossidion
- Gratia
- Guajirolus
- Guloptiloides
- Harpagobaetis
- Herbrossus
- Heterocloeon
- Iguaira
- Indobaetis
- Indocloeon
- Jubabaetis
- Kirmaushenkreena
- Kivua
- Kivuiops
- Liebebiella
- Lugoiops
- Macuxi
- Madaechinopus
- Maliqua
- Matsumuracloeon
- Mayobaetis
- Mesobaetis
- Micksiops
- Moribaetis
- Mutelocloeon
- Mystaxiops
- Nanomis
- Nesoptiloides
- Nesydemius
- Nigrobaetis
- Offadens
- Ophelmatostoma
- Palaeocloeon †
- Paleobaetodes
- Papuanatula
- Paracloeodes
- Parakari
- Pedicelliops
- Peuhlella
- Philibaetis
- Platybaetis
- Plauditus
- Potamocloeon
- Prebaetodes
- Procloeon
- Promatsumura
- Pseudocentroptiloides
- Pseudocentroptilum
- Pseudocloeon
- Pseudopannota
- Rheoptilum
- Rhithrocloeon
- Rivudiva
- Scutoptilum
- Securiops
- Spiritiops
- Susua
- Symbiocloeon
- Takobia
- Tanzaniops
- Tapajobaetis
- Tenuibaetis
- Tomedontus
- Tupiara
- Varipes
- Vetuformosa †
- Waynokiops